# Аризонска сива катерица
Аризонската сива катерица (Sciurus arizonensis) е вид бозайник от семейство Катерицови (Sciuridae).

## Разпространение
Видът е разпространен в Мексико (Сонора) и САЩ (Аризона и Ню Мексико).